# Градец (Валандовско)
Вижте пояснителната страница за други значения на Градец.
Градец (на македонска литературна норма: Градец) е село в община Валандово, Северна Македония.

## География
Намира се северно от град Валандово на левия бряг на Вардар.

## История
На 3 km западно от селото е късноантичната крепост Градище.
Църквата „Свети Атанасий“ е от късното средновековие, а „Свети Димитър“ – от XIX век.
В края на XIX век Градец е българско село в Тиквешка каза на Османската империя. Според статистиката на Васил Кънчов („Македония. Етнография и статистика“) в 1900 година Градец има 550 жители българи християни.
Всички жители на селото са привърженици на Българската екзархия. Според секретаря на екзархията Димитър Мишев („La Macédoine et sa Population Chrétienne“) в 1905 година в Градец има 712 българи екзархисти и в селото работи българско училище.
При избухването на Балканската война в 1912 година трима души от Градец са доброволци в Македоно-одринското опълчение. След Междусъюзническата война в 1913 година селото остава в Сърбия.
През Първата световна война в покрайнините на селото се разиграват едни от най-кръвопролитните сражения на Солунския фронт.
В 1960-те години населението на Градец е изселено в Удово заради изграждането на ВЕЦ „Градец“.

## Личности
Родени в Градец
- Никола Димитров (1875 - ?), деец на ВМРО, куриер[6]
- Янаки Абрашев (1889 – ?), жител на Градец, роден в Струмица, македоно-одрински опълченец в четата на Кочо Хаджиманов, четата на Дончо Златков, 4 рота на 14 воденска дружина[7]